# بيتر بوهم
بيتر بوهم هو دبلوماسي وسياسي كندي، ولد في 26 أبريل 1954 في كندا. انتخب عضو مجلس الشيوخ الكندي (3 أكتوبر 2018 – ) وانتخب سفير.